# آلساندرو آرگالدی
آلساندرو آرگالدی (ایتالیایی: Alessandro Algardi؛ ‏ ۲۷ نوامبر ۱۵۹۸ – ۱۰ ژوئن ۱۶۵۴) مجسمه‌ساز و معمار سبک باروک اهل ایتالیا بود. وی بیشتر در شهر رم فعالیت داشت و در کنار فرانچسکو بورومینی و پیترو دا کورتونا، از رقبای اصلی جان لورنتسو برنینی بود. اینک او را به خاطر نیم تنه‌های پرتره‌اش که سرزندگی و وقار زیادی دارند، تحسین می‌کنند.
او از شاگردان آگوستینو کاراچی بود و با پیترو دا کورتونا و دومنیکینو همکاری می‌کرد. از آثار مهم او می‌توان به تندیس‌های مقبرهٔ لئون یازدهم (سومی پاپ دودمان مدیچی)، یک تندیس بسیار بزرگ از «فیلیپ نیری قدیس» در سانتا ماریا در والیچلا با فرشته‌هایی که در کنارش زانو زده‌اند، یک پیکرهٔ برنزی از اینوسنت دهم (که امروزه در موزه‌های کاپیتولین قرار دارد)، نقش‌برجستهٔ مرمری بزرگ «فرار آتیلا» در کلیسای سن پیترو قرار دارد و همچنین آثاری در کشور اسپانیا اشاره کرد که قرارداد ساخت آنها با کمک دیه‌گو ولاسکس فراهم شد.
از شاگردان مشهور وی می‌توان به ارکوله فراتا، دومنیکو گوئیدی و آنتونیو راجی اشاره کرد.

## نگارخانه

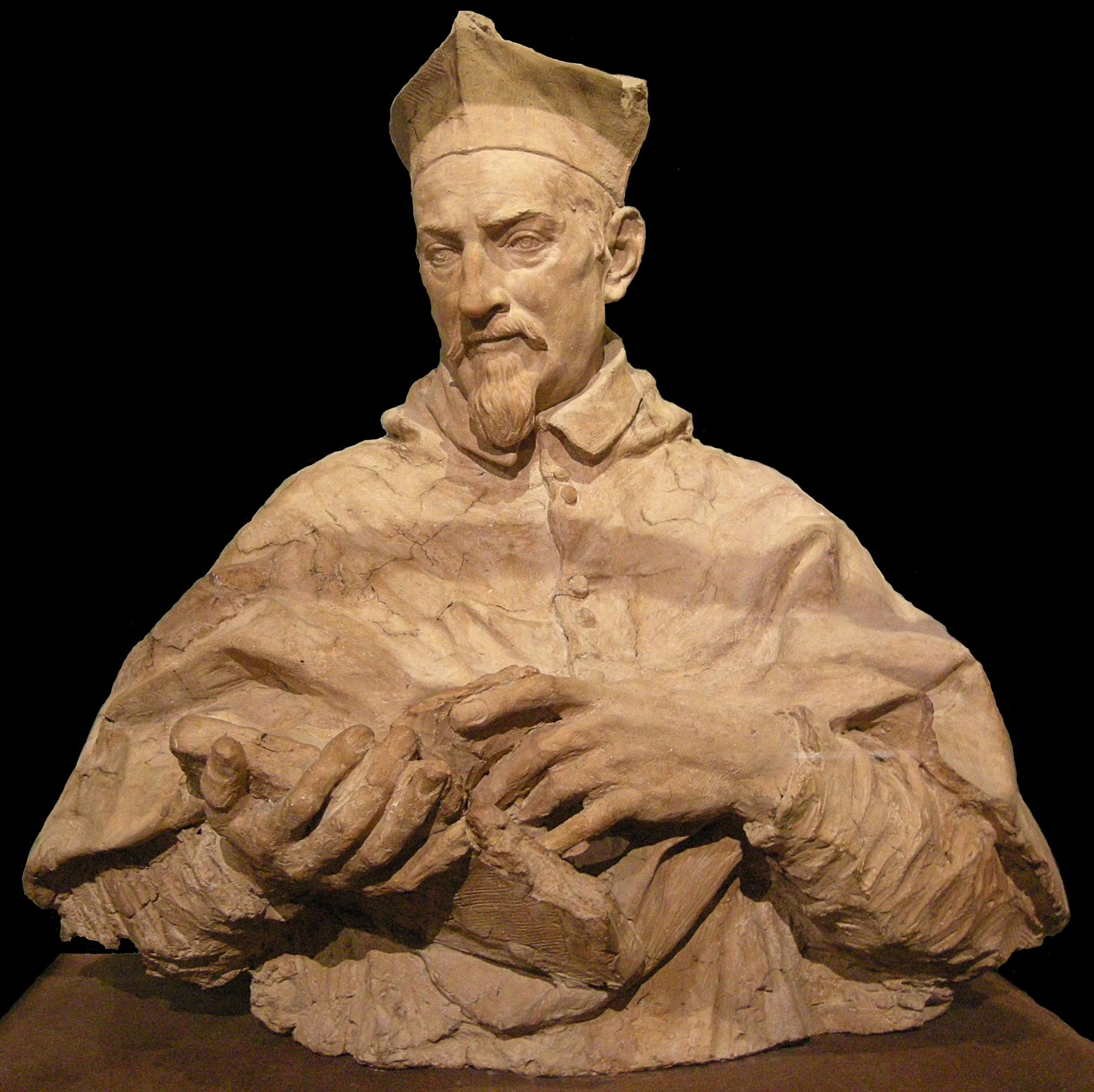
ماکت سفالی کاردینال پائولو امیلیو زاکیا، حوالی ۱۶۵۰
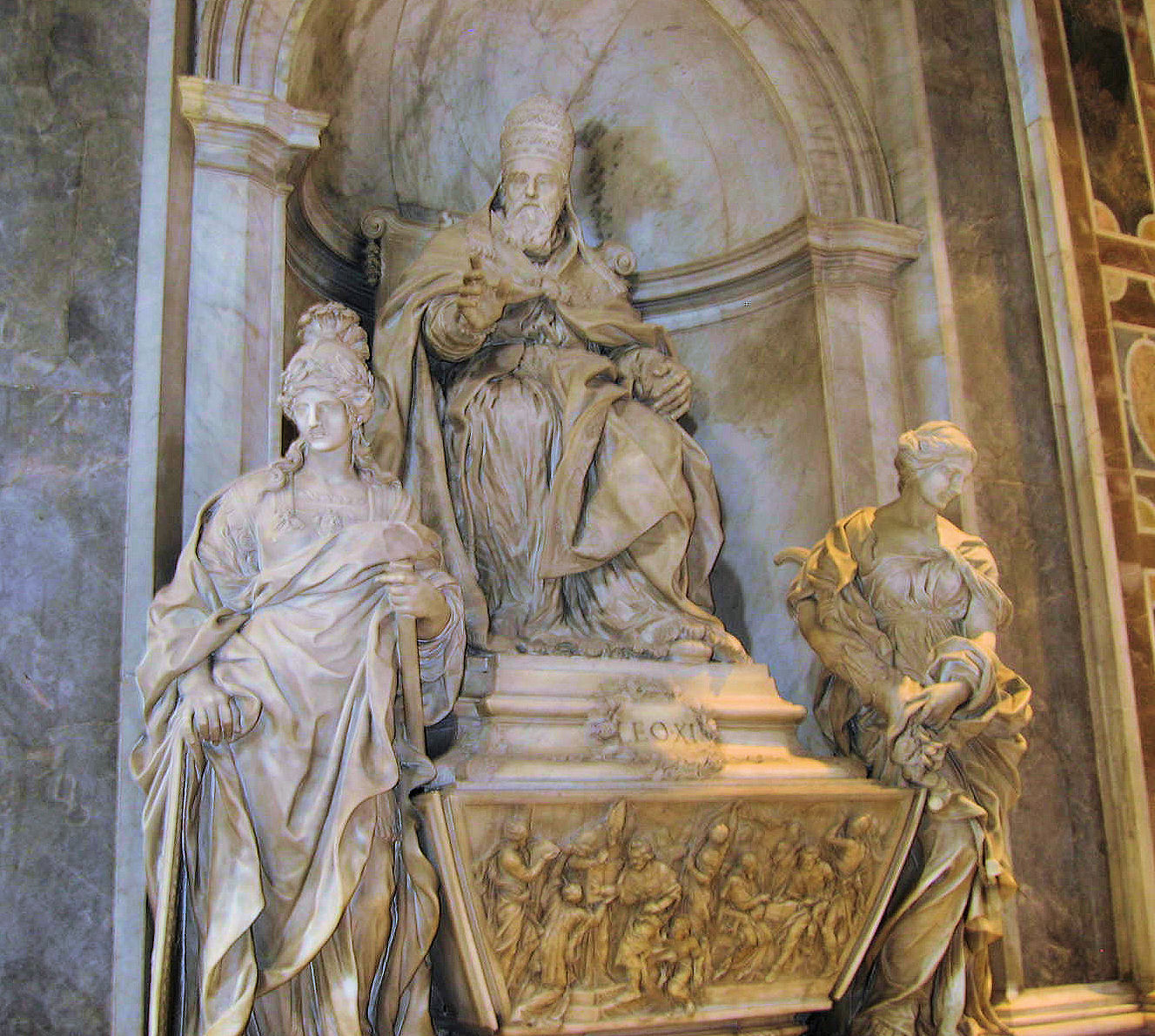
مقبرهٔ پاپ لئون یازدهم
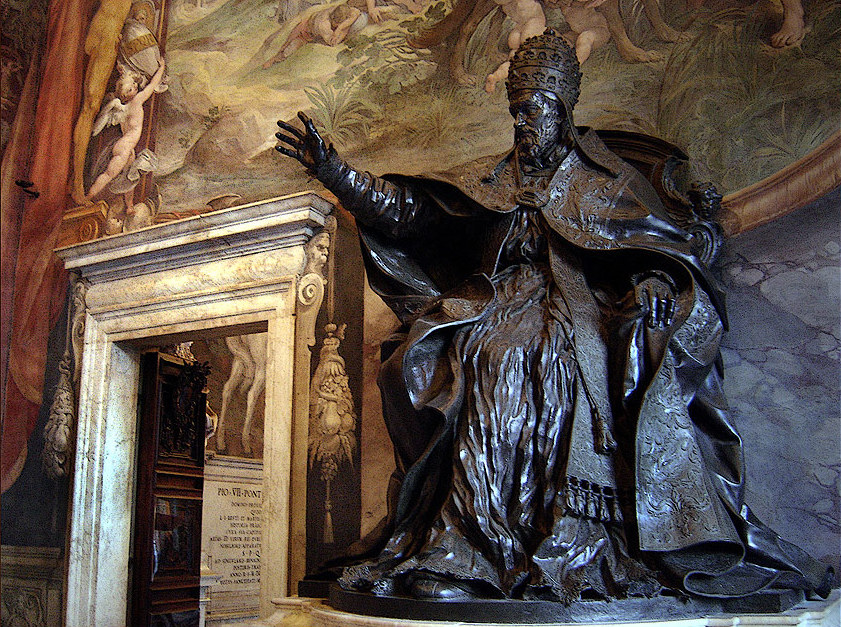
تندیس برنزی  پاپ اینوسنت دهم در موزهٔ کاپیتولین
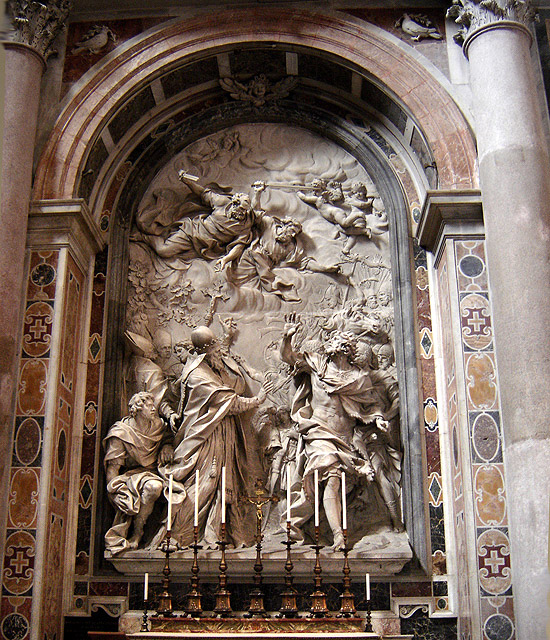
نقش‌برجستهٔ مرمر «فرار آتیلا» در کلیسای سن پیترو
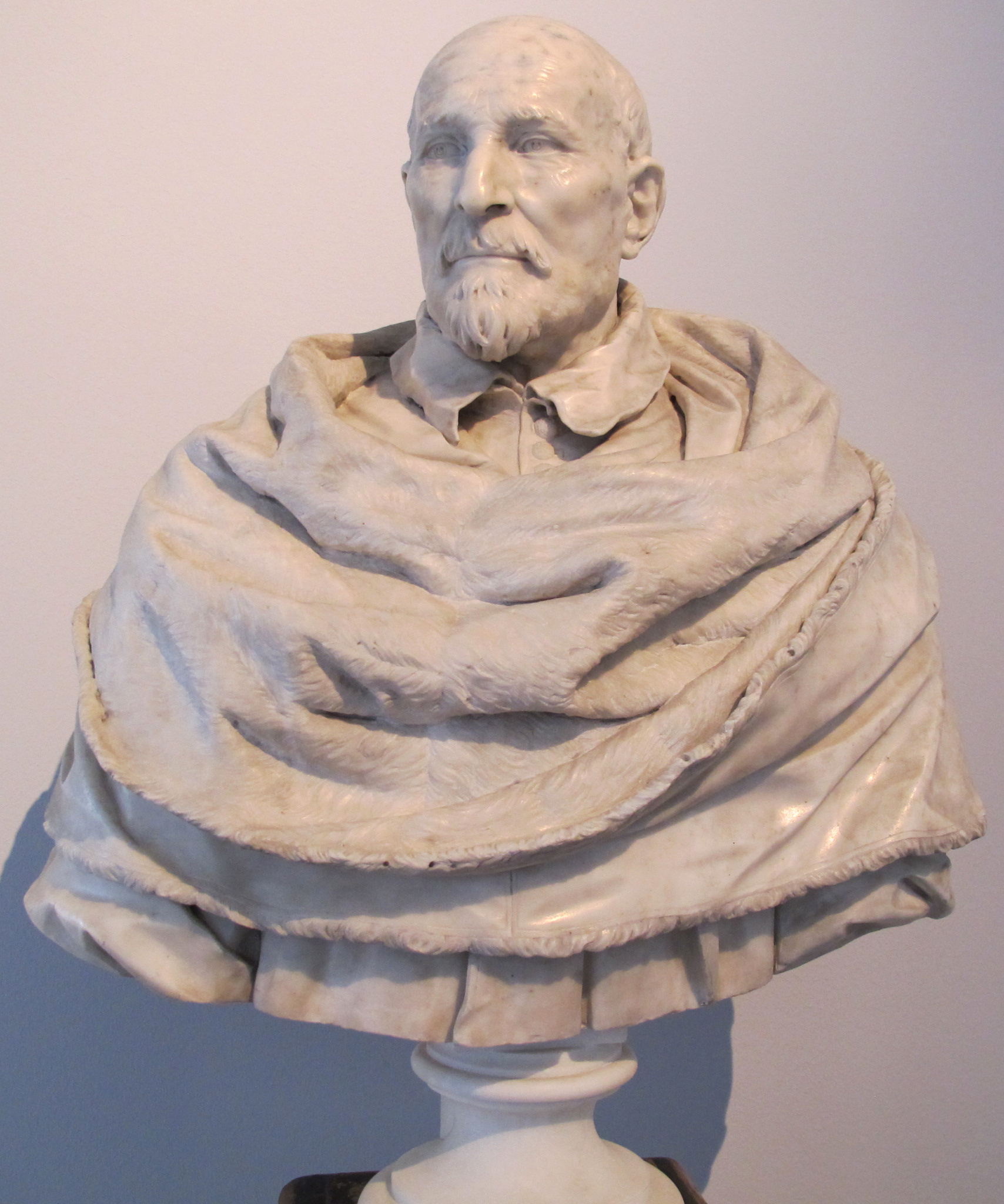
یک نجیب‌زاده
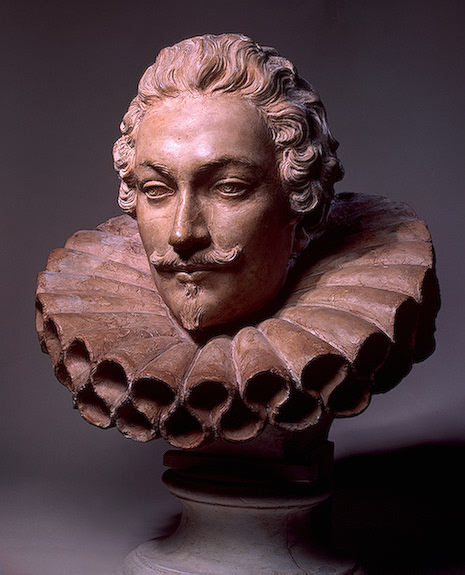
کامیلو پامفیلی
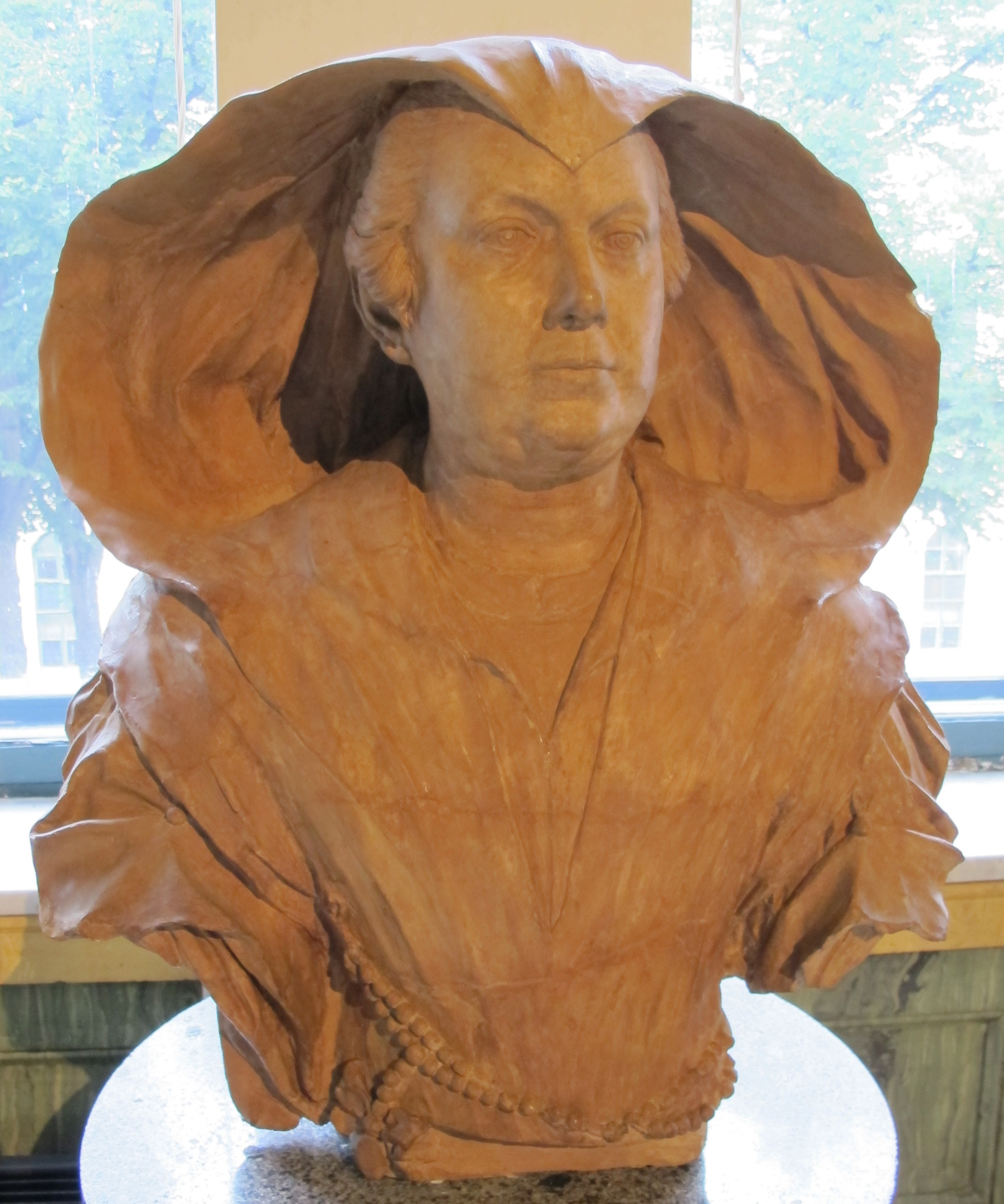
اولیمپیا پامفیلی
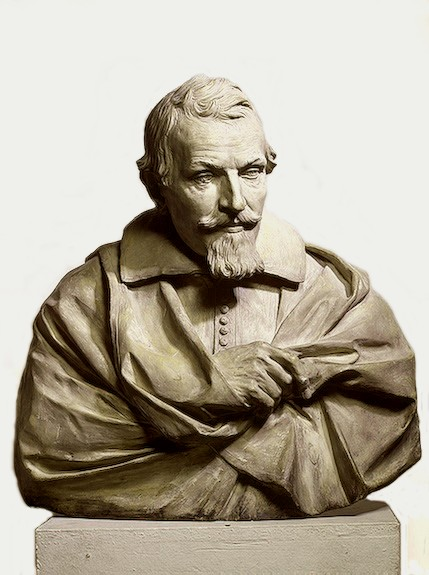
گاسپارو مولو
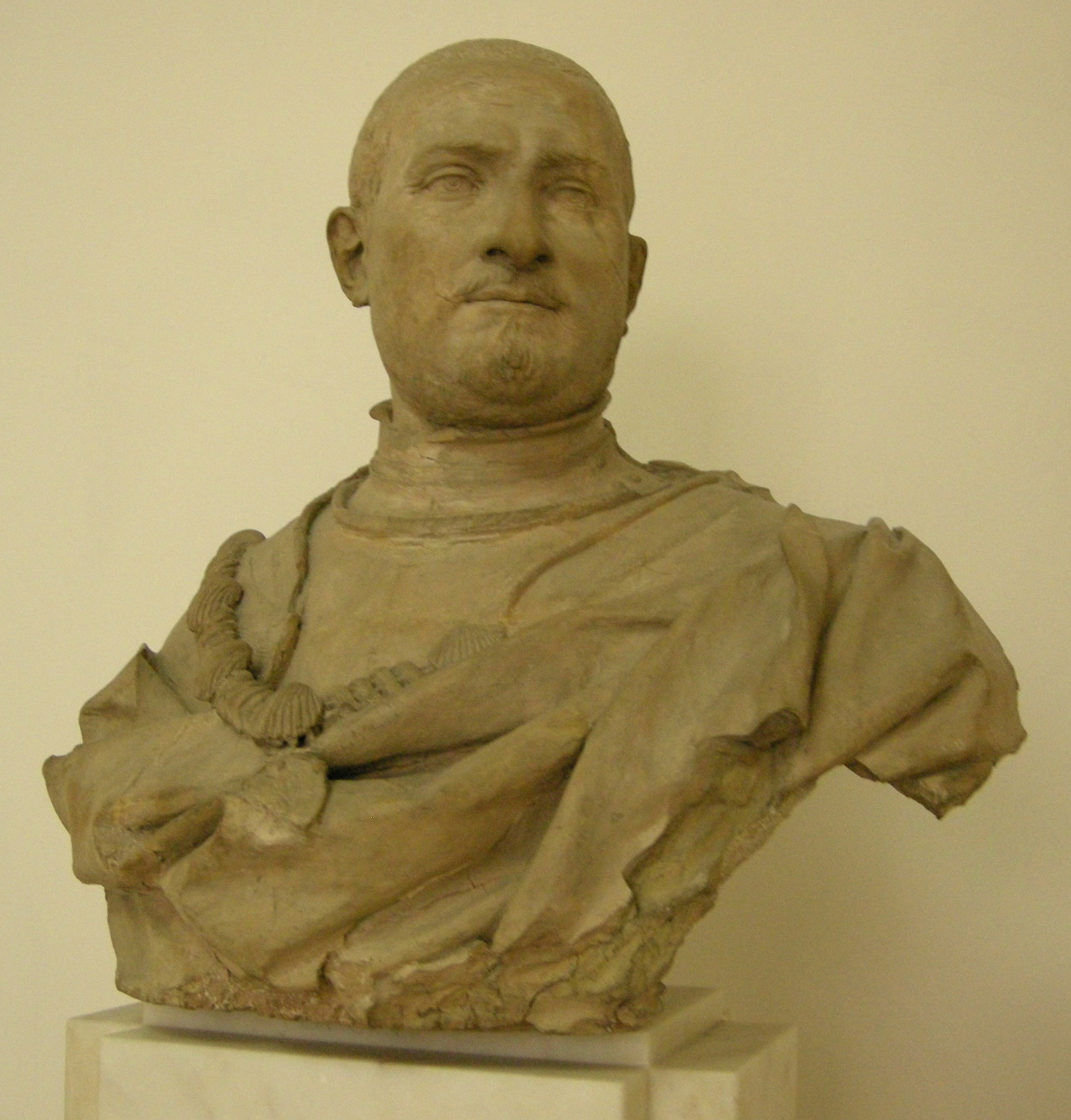
مائوریتسیو فرانچیپانه